# مجموعات خلايا دوبامينية الفعل
مجموعات الخلايا دوبامينية الفعل هي مجموعات من العصبونات في الجهاز العصبي المركزي تخلِّق الناقل العصبي دوبامين. في العقد 1960، تم تحديد عصبونات الدوبامين لأول مرة وسميت كذلك من قبل أنيكا دالستروم وكجيل فوكس اللذان استخدما الفلورية النسيجية الكيميائية. مكن الاكتشاف اللاحق للجينات المشفِّرة للإنزيمات التي تخلِّق الدوبامين، وتنقله وتضعه في حويصلات أو تسترده بعد التحرير المشبكي له العلماءَ من تحديد العصبونات دوبامينية الفعل عبر وسم التعبير الجيني عن البروتينات المختصة بهذه العصبونات.
في دماغ الثدييات، تشكل العصبونات دوبامينية الفعل جمهرة نصف مستمرة تمتد من الدماغ الأوسط إلى الدماغ الأمامي مع إحدى عشر تكتلا بينهما لها أسماء.